# Холмс, Тейлор
Тейлор Холмс (англ. Taylor Holmes; 16 мая 1878 — 30 сентября 1959) — американский актёр театра, кино и телевидения 1900—1950-х годов.
За время своей актёрской карьеры, охватившей период более 60 лет, Холмс сыграл более чем в 100 спектаклях, среди которых почти сорок — на бродвейской сцене.
В эпоху немого кино Холмс снялся в главных ролях более чем в 20 комедиях, среди которых «Пара шестёрок» (1918), «Ничего, кроме правды» (1920) и «Двадцать долларов в неделю» (1924). С наступлением звукового кино Холмс появился в характерных ролях в таких фильмах, как «Аллея кошмаров» (1947), «Поцелуй смерти» (1947), «Бумеранг!» (1947), «Акт насилия» (1948), «Мистер Бельведер едет в колледж» (1949), «В клетке» (1950), «Отец невесты» (1950), «Женщина в бегах» (1950), «Внезапный страх» (1952) и «Джентльмены предпочитают блондинок» (1953).

## Ранние годы и начало карьеры
Тейлор Холмс родился 16 мая 1878 года в Ньюарке, Нью-Джерси.
Холмс начинал свою карьеру в водевильном Театре Кита (англ. Keith's Theater) в Бостоне и в мюзик-холлах Лондона.

## Бродвейская карьера
В феврале 1900 года Холмс дебютировал на Бродвее в скандальном спектакле «Сафо», который был закрыт Департаментом полиции Нью-Йорка за аморальность после 29 представлений. На суде в апреле 1900 года пьеса была признана не непристойной, после чего её вернули на сцену, и было дано ещё 55 представлений.
В течение следующих 46 лет Холмс сыграл ещё в 36 бродвейских постановках. Среди наиболее заметных бродвейских спектаклей с его участием были «Гамлет» (1901), где он играл Розенкранца, «Великий человек армии» (1907—1908), «Полночные сыновья» (1909—1910). «Из пригородов» (1910—1911), «Миллион» (1911—1912), «Третья сторона» (1914), «Его величество Банкер Бин» (1916), «Шулера» (1920), «Из Грейт-Нека» (1928), «Лучше бы я был прав» (1937—1938), «Маринка» (1945) и «Женщина кусает собаку» (1946), который стал его последним бродвейским спектаклем.

## Карьера в кинематографе

### Карьера в немом кино
В 1917 году Холмс дебютировал в кино, сыграв главные роли в трёх комедиях — «Дураки на удачу» (1917), «Дешёвые места» (1917) и «Парень из маленького городка» (1917), а также в комедийной короткометражке «Эффективность ухаживания Эдгара» (1917). Год спустя, уже став звездой, Холмс сыграл главные роли ещё в трёх комедиях — «Рагглзы из Ред-Гэп» (1918), «Пара шестёрок» (1918) и «Нелёгкие деньги» (1918) .

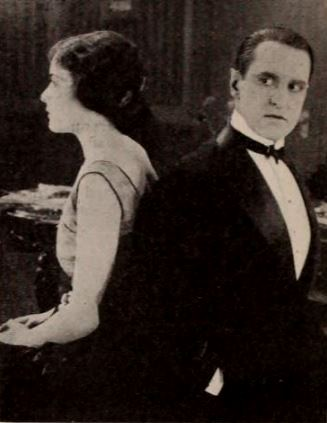
Вирджиния Валли и Тейлор Холмс в фильме «Сама идея» (1920)

Холмс продолжал играть главные роли в комедиях, появившись в 1919 году в пяти картинах, среди которых «Вверх ногами» (1919), «Такси» (1919) и «Три чёрных глаза» (1919), и в 1920 году — ещё в трёх комедиях, включая «Ничего кроме правды» (1920), «Ничего, кроме лжи» (1920) и «Сама идея» (1920).
После четырёхлетнего перерыва Холмс снова появился на экране, сыграв вторую главную роль в комедийной мелодраме «Двадцать долларов в неделю» (1924), за которой последовали роли второго плана ещё в четырёх мелодрамах в 1925 году. Два года спустя он исполнил роль второго плана в мелодраме Роберта Флори «Один час любви» (1927), а также главные роли в трёх короткометражных комедиях в 1927 году.

### Карьера в звуковом кино
В следующий раз Холмс появился на большом экране в 1930 году, сыграв за десятилетний период в шести картинах, наиболее заметными среди которых были мелодрама с Гербертом Маршаллом и Энн Ширли «Дайте дорогу леди» (1936) и криминальная мелодрама Джорджа Маршалла «Преступление доктора Форбса» (1936).
Как отмечает кинокритик Хэл Эриксон, начиная с 1947 года, после 11-летнего перерыва, 69-летний Холмс стал работать в Голливуде постоянно. В первый же год работы он обратил на себя внимание яркой игрой в роли доверчивого миллионера Эзры Гриндла в фильме нуар с Тайроном Пауэром «Аллея кошмаров» (1947). В дальнейшем он часто играл хитрых адвокатов, особенно запомнившись в этом качестве в фильме нуар с Виктором Мэтьюром «Поцелуй смерти» (1947). В том же году он сыграл влиятельного владельца городской газеты в судебном фильме нуар с Дэной Эндрюсом «Бумеранг!» (1947).
Год спустя Холмс появился в семи фильмах. Он, в частности, был епископом Авранша, который яростно осуждает Пьера Кошона, в исторической драме «Жанна д’Арк» (1948) с Ингрид Бергман в заглавной роли. Также у него была роль преступного адвоката, который заставляет клиента заплатить ему за организацию убийства, в фильме нуар Фреда Циннемана «Акт насилия» (1948) и снова адвоката — в романтической комедии с Тайроном Пауэром и Джин Тирни «Такой восхитительный порыв» (1948).
В 1949 году Холмс сыграл в трёх фильмах, в том числе был доктором в комедии с Клифтоном Уэббом «Мистер Бельведер едет в колледж» (1949), однако уже год спустя у актёра были роли в семи картинах. Наиболее значимыми среди них стали романтическая комедия со Спенсером Трейси и Джоан Беннетт «Отец невесты» (1950), тюремный фильм нуар «В клетке» (1950), где у него была небольшая роль сенатора, фильм нуар «Зыбучий песок» (1950), где Холмс сыграл доброго адвоката, который помогает главному герою (Микки Руни), и он ещё раз сыграл адвоката в фильме нуар с Айдой Лупино «Женщина в бегах» (1950). В том же году у него были роли второго плана в мелодраме с Гэри Купером и Лорен Беколл «Яркий лист» (1950) и в вестерне с Рэем Милландом и Хэди Ламарр «Медный каньон» (1950), а также одна из главных ролей коварного адвоката, который преступным путём пытается вернуть утерянные им нефтеносные участки в Оклахоме, в фильме нуар «Двойная сделка» (1950) с Мэри Виндзор в главной роли.
В 1951 году у Холмса было четыре фильма, среди которых мюзикл с Джанет Ли «Два билета на Бродвей» (1951) и мелодрама с Шарлем Буайе «Первый легион» (1951). Год спустя Холмс снялся в шести фильмах, среди них фильм нуар с Джоан Кроуфорд «Внезапный страх» (1952), фильм нуар «Осторожней, моя милая» (1952), где был жильцом, снимавшим комнату у главной героини (Айда Лупино), и гангстерский фильм нуар с Брайаном Донлеви «Бандитская империя» (1952), где Холмс в очередной раз был адвокатом. Другими фильмами Холмса стали вестерн с Брайаном Донлеви «Загнать человека» (1952), вестерн с Родом Камероном «Женщина с Севера» (1952), а также спортивная комедия «Держи линию» (1952). В 1953 году Холмс сыграл миллионера и потенциального свёкра Мерилин Монро в комедии «Джентльмены предпочитают блондинок» (1953), а также роль второго плана в музыкальной комедии с Вирджинией Мейо «Она снова на Бродвее» (1953).
Затем Холмс появился в роли профессора в фантастической приключенческой ленте «Табор Великий» (1954), адвоката в вестерне «Изгой» (1954), после чего последовали роли второго плана в криминальном экшне с Родом Камероном «Адский форпост» (1954), в вестерне с Барбарой Стенвик «Королева воров» (1956), а также в музыкальная биографическая драма с Энн Блит и Полом Ньюманом «История Хелен Морган» (1957). Последний раз Холмс работал в кино на озвучивании персонажа по имени Король Стефан в диснеевском мультфильме «Спящая красавица» (1959).

## Карьера на телевидении
С 1951 по 1958 год Холмс стал больше работать на телевидении, сыграв в 26 эпизодах 22 различных сериалов, среди которых «Шоу Реда Скелтона» (1951—1955, 2 эпизода), «Кавалькада Америки» (1953), «Свистун» (1954), «Порт» (1954), «Большой город» (1955), «Перекрёстки» (1955), «Театр Деймона Раниона» (1955), «Миллионер» (1956), «Жизнь семейства Райли» (1957), «Облава» (1957), «Доктор Кристиан» (1957), «Письмо к Лоретте» (1958), «Лесси» (1958) и другие.

## Актёрское амплуа и оценка творчества
Холмс начал актёрскую карьеру в 1900 году на Бродвее, где быстро стал звездой, сыграв в течение следующих 46 лет в 37 спектаклях, обычно в комедийных ролях.
С 1917 года Холмс начал карьеру в немом кино, где вплоть до 1924 года сыграл главные роли более чем в 20 комедиях/>. С 1946 года и вплоть до своей смерти в 1959 году Холмс постоянно работал в кино как характерный актёр, часто играя адвокатов или профессоров. Наиболее заметными фильмами с его участием стали «Аллея кошмаров» (1947), «Поцелуй смерти» (1947), «Акт насилия» (1948), «Жанна д’Арк» (1948), «Отец невесты» (1950) и «Джентльмены предпочитают блондинок» (1953).

## Личная жизнь
Холмс был женат на актрисе Эдне Филлипс (англ. Edna Phillips) вплоть до её смерти в 1952 году. У них было трое детей — сыновья Филлипс Холмс (1907—1942) и Ральф Холмс (1915—1945), а также дочь Мадлен Тейлор Холмс (1914—1987), все они стали актёрами. Жена и оба сына умерли ещё до смерти Тейлора.
Сын Филлпс Холмс сыграл, в частности, в таких фильмах, как «Только отважные» (1930), «Американская трагедия» (1931), «Обед в восемь» (1933), «Великий ожидания» (1934), «Нана» (1934) и «Доминирующий пол» (1937) .

## Смерть
Тейлор Холмс умер 30 сентября 1959 года в своём доме в Голливуде в возрасте 81 года.

## Фильмография
| Год         |     | Русское название                   | Оригинальное название         | Роль                                        |
| ----------- | --- | ---------------------------------- | ----------------------------- | ------------------------------------------- |
| 1917        | кор | Эффективность ухаживаний Эдгара    | Efficiency Edgar's Courtship  | Эдгар Бампас                                |
| 1917        | ф   | Дураки на счастье                  | Fools for Luck                | Филандер Джепсон                            |
| 1917        | ф   | Парень из маленького городка       | The Small Town Guy            | Эрнест Гледхилл                             |
| 1917        | ф   | Некудышные места                   | Two-Bit Seats                 | Джимми Мейсон                               |
| 1918        | ф   | Нелёгкие деньги                    | Uneasy Money                  | лорд Доулиш                                 |
| 1918        | ф   | Рагглз из Ред-Гэпа                 | Ruggles of Red Gap            | Мармадюк Раггллз                            |
| 1918        | ф   | Пара шестёрок                      | A Pair of Sixes               | Т. Боггс Джонс                              |
| 1919        | ф   | Обычный парень                     | A Regular Fellow              | Далион Пембертон                            |
| 1919        | ф   | Это медведь                        | It's a Bear                   | Орландо Уинтроп                             |
| 1919        | ф   | Такси                              | Taxi                          | Роберт Херви Рэндолф                        |
| 1919        | ф   | Три черных глаза                   | Three Black Eyes              | Ларри Ван Кортландт                         |
| 1919        | ф   | Вверх ногами                       | Upside Down                   | Арчибальд Пим                               |
| 1920        | ф   | Ничего, кроме правды               | Nothing But the Truth         | Роберт Беннетт                              |
| 1920        | ф   | Сама идея                          | The Very Idea                 | Гилберт Гудхью                              |
| 1920        | ф   | Ничего, кроме лжи                  | Nothing But Lies              | Джордж Кросс                                |
| 1924        | ф   | Двадцать долларов в неделю         | Twenty Dollars a Week         | Уильям Харт                                 |
| 1925        | ф   | Багровый бегун                     | The Crimson Runner            | Бобо, валет                                 |
| 1925        | ф   | Вердикт                            | The Verdict                   | валет                                       |
| 1925        | ф   | Её рыночная ценность               | Her Market Value              | Кортни Брукс                                |
| 1925        | ф   | Одолженные наряды                  | Borrowed Finery               | Билли                                       |
| 1927        | ф   | Один час любви                     | One Hour of Love              | Джо Монахан                                 |
| 1927        | кор | Их второй медовый месяц            | Their Second Honeymoon        | Генри                                       |
| 1927        | кор | Должен ли Месон сказать?           | Should a Mason Tell?          | Генри                                       |
| 1927        | кор | Король Гарольд                     | King Harold                   | Генри                                       |
| 1929        | кор | Он любил дам                       | He Loved the Ladies           |                                             |
| 1929        | кор | Удовольствие для влюблённых        | Lovers' Delight               |                                             |
| 1929        | кор | Он сделал всё, что мог             | He Did His Best               |                                             |
| 1930        | кор | Дайте мне объяснить                | Let Me Explain                |                                             |
| 1930        | кор | Папа знает лучше                   | Dad Knows Best                |                                             |
| 1932        | ф   | Это случилось в Париже             | It Happened in Paris          |                                             |
| 1933        | ф   | До утра                            | Before Morning                | Лео Бергман                                 |
| 1933        | кор | Привыкай, маленькая жёнушка        | Git Along Little Wifie        | муж                                         |
| 1936        | ф   | Преступление доктора Форбса        | The Crime of Dr. Forbes       | доктор Роберт Эмпи                          |
| 1936        | ф   | Первый ребёнок                     | The First Baby                | мистер Уэллс                                |
| 1936        | ф   | Дорогу леди                        | Make Way for a Lady           | Джордж Терри                                |
| 1947        | ф   | Бумеранг!                          | Boomerang!                    | Т. М. Уэйд                                  |
| 1947        | ф   | Поцелуй смерти                     | Kiss of Death                 | Эрл Хаузер                                  |
| 1947        | ф   | Аллея кошмаров                     | Nightmare Alley               | Эзра Гриндл                                 |
| 1947        | кор | Мистер Белл                        | Mr. Bell                      | Гардинер Хаббард                            |
| 1948        | ф   | Опасность                          | Hazard                        | мистер Милер                                |
| 1948        | ф   | Жанна Д'Арк                        | Joan of Arc                   | епископ Авранша                             |
| 1948        | ф   | Грабители                          | The Plunderers                | Эбен Мартин                                 |
| 1948        | ф   | Умная женщина                      | Smart Woman                   | доктор Джаспер                              |
| 1948        | ф   | Такой восхитительный порыв         | That Wonderful Urge           | адвокат Райс                                |
| 1948        | ф   | Акт насилия                        | Act of Violence               | Гейвери                                     |
| 1948        | ф   | Давай жить снова                   | Let's Live Again              | дядя Джим                                   |
| 1949        | ф   | Ещё раз, моя дорогая               | Once More, My Darling         | Джед Коннелл                                |
| 1949        | ф   | Джо Палука в большом бою           | Joe Palooka in the Big Fight  | доктор Бенсон                               |
| 1949        | ф   | Мистер Бельведер едет в колледж    | Mr. Belvedere Goes to College | доктор Гиббс                                |
| 1949        | тф  | Рождественская история             | The Christmas Carol           | Эбенезер Скрудж                             |
| 1950        | ф   | Женщина в бегах                    | Woman in Hiding               | Лусиус Мори                                 |
| 1950        | ф   | Яркий лист                         | Bright Leaf                   | Кэлхун, адвокат                             |
| 1950        | ф   | Медный каньон                      | Copper Canyon                 | Теодосиус Робертс                           |
| 1950        | ф   | Двойная сделка                     | Double Deal                   | С.Д. «Корпус» Миллз                         |
| 1950        | ф   | Отец невесты                       | Father of the Bride           | Уорнер                                      |
| 1950        | ф   | Зыбучий песок                      | Quicksand                     | Харви                                       |
| 1950        | ф   | В клетке                           | Caged                         | сенатор Тед Доннолли (в титрах не указан)   |
| 1951        | ф   | Барабаны глубокого юга             | Drums in the Deep South       | Альберт Монро                               |
| 1951        | ф   | Первый легион                      | The First Legion              | отец Кин                                    |
| 1951        | ф   | Ревень                             | Rhubarb                       | П. Данкан Манк                              |
| 1951        | ф   | Два билета на Бродвей              | Two Tickets to Broadway       | Уиллард Глендон                             |
| 1951 — 1955 | с   | Шоу Рэда Скелтона                  | The Red Skelton Show          | разные роли (2 эпизода)                     |
| 1952        | ф   | Осторожней, моя милая              | Beware, My Lovely             | мистер Уолтер Армстронг                     |
| 1952        | ф   | Держись этой линии                 | Hold That Line                | дьякон Форрестер                            |
| 1952        | ф   | Бандитская империя                 | Hoodlum Empire                | Бенджамин Лоутон                            |
| 1952        | ф   | Выбить из седла                    | Ride the Man Down             | Лауэлл Прист                                |
| 1952        | ф   | Женщина с Севера                   | Woman of the North Country    | Эндрю Доусон                                |
| 1952        | ф   | Внезапный страх                    | Sudden Fear                   | Скотт Мартиндейл (в титрах не указан)       |
| 1953        | ф   | Джентльмены предпочитают блондинок | Gentlemen Prefer Blondes      | мистер Эсмонд-старший                       |
| 1953        | ф   | Она снова на Бродвее               | She's Back on Broadway        | Тэлбот (в титрах не указан)                 |
| 1953        | ф   | Долина чудес                       | Wonder Valley                 | отец возлюбленной                           |
| 1953        | с   | Кавалькада Америки                 | Cavalcade of America          | генерал Эндрю Джексон (1 эпизод)            |
| 1953— 1955  | с   | Театр у камина                     | Fireside Theatre              | разные роли (2 эпизода)                     |
| 1954        | ф   | Аванпост ада                       | Hell's Outpost                | Тимоти Байерс                               |
| 1954        | ф   | Изгнанник                          | The Outcast                   | Эндрю Девлин                                |
| 1954        | ф   | Тобор Великий                      | Tobor the Great               | профессор Арнольд Нордстрём                 |
| 1954        | ф   | Неукротимая наследница             | Untamed Heiress               | Уолтер Мартин                               |
| 1954        | с   | Телевизионный театр «Форда»        | The Ford Television Theatre   | Джеральд Фитцджеральд (1 эпизод)            |
| 1954        | с   | Театр «Дженерал Электрик»          | General Electric Theater      | (1 эпизод)                                  |
| 1954        | с   | Порт                               | Waterfront                    | Джордж Баррон (1 эпизод)                    |
| 1954        | с   | Свистун                            | The Whistler                  | Роджерс (1 эпизод)                          |
| 1955        | ф   | Шанс в бою                         | The Fighting Chance           | Рейлбёрд                                    |
| 1955        | ф   | Леди и бродяга                     | Lady and the Tramp            | друг Джима / доктор (в титрах не указан)    |
| 1955        | с   | Час The 20th Century-Fox           | The 20th Century-Fox Hour     | судья Тайлер (1 эпизод)                     |
| 1955        | с   | Перекрёстки                        | Crossroads                    | Билл Грэм (1 эпизод)                        |
| 1955        | с   | Большой город                      | Big Town                      | (1 эпизод)                                  |
| 1955—1956   | с   | Видеотеатр «Люкс»                  | Lux Video Theatre             | разные роли (2 эпизода)                     |
| 1955        | с   | Театр Деймона Раниона              | Damon Runyon Theater          | Клиберн Мартин (1 эпизод)                   |
| 1955        | с   | Звезда и история                   | The Star and the Story        | Бинки (1 эпизод)                            |
| 1956        | ф   | Королева воров                     | The Maverick Queen            | Пит Каллахер                                |
| 1956        | ф   | Миротворец                         | The Peacemaker                | мистер Рен                                  |
| 1956        | с   | Миллионер                          | The Millionaire               | Шелби Линкольн (1 эпизод)                   |
| 1957        | ф   | Книга деяний                       | The Book of Acts Series       | верховный жрец                              |
| 1957        | ф   | История Хелен Морган               | The Helen Morgan Story        | пожилой актёр в поезде (в титрах не указан) |
| 1957        | с   | Доктор Кристиан                    | Dr. Christian                 | Кэтхарт (1 эпизод)                          |
| 1957        | с   | Познакомьтесь с Макгроу            | Meet McGraw                   | дядя Сайрус (1 эпизод)                      |
| 1957        | с   | Ноев кровчег                       | Noah's Ark                    | Мэтью Баррет (1 эпизод)                     |
| 1957        | с   | Облава                             | Dragnet                       | разные роли (2 эпизода)                     |
| 1957        | с   | Жизнь семейства Райли              | The Life of Riley             | Кларенс Несбитт Уайт (1 эпизод)             |
| 1958        | ф   | Мгновение ока                      | Wink of an Eye                | мистер Ванризин                             |
| 1958        | ф   | Спящая красавица                   | Sleeping Beauty               | король Стефан (озвучивание)                 |
| 1958        | с   | Письмо к Лоретте                   | Letter to Loretta             | мистер Блэквелл (1 эпизод)                  |
| 1958        | с   | Лесси                              | Lassie                        | мистер Делахейни (1 эпизод)                 |
| 1958        | с   | Приграничный доктор                | Frontier Doctor               | (1 эпизод)                                  |